# O Último Imperador
The Last Emperor (bra/prt: O Último Imperador) é um filme ítalo-franco-honcongo-sino-britânico de 1987, do gênero drama histórico-biográfico, dirigido por Bernardo Bertolucci.

## Sinopse
O filme conta a história da vida de Aisin-Gioro Puyi, o último imperador da dinastia Qing. Com a vitória comunista em 1949 Puyi é entregue para a China – havia sido capturado por tropas soviéticas em 1945, considerado criminoso de guerra, ficara preso em um gulag até essa data. Através de flashes, o último imperador recorda a sua infância, foi proclamado imperador muito precoce, e como teve de viver isolado na Cidade Proibida – palácio imperial chinês localizado no meio de Pequim – com a proclamação da república em 1911. Após, ele recorda como tornara-se um imperador fantoche em Manchukuo (1932 – 1945), então, sob o domínio japonês, razão pela qual é julgado pelo tribunal de Crimes de Guerra de Tóquio em 1946. Puyi vive, então, a partir de 1949, em um presídio para reeducação na China até 1959, ano no qual passa a ter uma vida comum em Pequim trabalhando como jardineiro no jardim botânico da cidade e, depois, como bibliotecário.

## Elenco
- John Lone .... Pu Yi (adulto)
- Joan Chen .... Wang Jung
- Peter O'Toole .... Sir Reginald Fleming Johnston (o tutor)
- Ruocheng Ying .... o governador
- Victor Wong .... Chen Pao Shen
- Dennis Dun .... Big Li
- Ryuichi Sakamoto .... Masahiko Amakasu
- Maggie Han .... Jewel
- Ric Young .... investigador de Foo Shoe
- Vivian Wu .... Wen Hsiu
- Chen Kaige .... capitão da Guarda Imperial

## Recepção
O Metacritic, que usa uma média ponderada, atribuiu ao filme uma pontuação de 76 em 100, baseado em 15 críticos, indicando críticas "geralmente favoráveis".

## Prêmios e indicações
| Prêmio             | Categoria                         | Recipiente                                                     | Resultado |
| ------------------ | --------------------------------- | -------------------------------------------------------------- | --------- |
| Oscar 1988         | Melhor filme                      | Jeremy Thomas (prod.)                                          | Venceu    |
| Oscar 1988         | Melhor diretor                    | Bernardo Bertolucci                                            | Venceu    |
| Oscar 1988         | Melhor roteiro adaptado           | Mark Peploe, Bernardo Bertolucci                               | Venceu    |
| Oscar 1988         | Melhor fotografia                 | Vittorio Storaro                                               | Venceu    |
| Oscar 1988         | Melhor direção de arte            | Ferdinando Scarfiotti; Bruno Cesari, Osvaldo Desideri (cenog.) | Venceu    |
| Oscar 1988         | Melhor figurino                   | James Acheson                                                  | Venceu    |
| Oscar 1988         | Melhor edição                     | Gabriella Cristiani                                            | Venceu    |
| Oscar 1988         | Melhor trilha sonora              | Ryuichi Sakamoto, David Byrne, Cong Su                         | Venceu    |
| Oscar 1988         | Melhor som                        | Bill Rowe, Ivan Sharrock                                       | Venceu    |
| Globo de Ouro 1988 | Melhor filme - drama              | Jeremy Thomas (prod.)                                          | Venceu    |
| Globo de Ouro 1988 | Melhor direção                    | Bernardo Bertolucci                                            | Venceu    |
| Globo de Ouro 1988 | Melhor ator - drama               | John Lone                                                      | Indicado  |
| Globo de Ouro 1988 | Melhor roteiro                    | Bernardo Bertolucci                                            | Venceu    |
| Globo de Ouro 1988 | Melhor trilha sonora              | Cong Su, Ryuichi Sakamoto, David Byrne                         | Venceu    |
| BAFTA 1989         | Melhor filme                      | Jeremy Thomas (prod.), Bernardo Bertolucci                     | Venceu    |
| BAFTA 1989         | Melhor direção                    | Bernardo Bertolucci                                            | Indicado  |
| BAFTA 1989         | Melhor ator coadjuvante           | Peter O'Toole                                                  | Indicado  |
| BAFTA 1989         | Melhor trilha sonora              | Ryuichi Sakamoto, David Byrne, Cong Su                         | Indicado  |
| BAFTA 1989         | Melhor cinematografia             | Vittorio Storaro                                               | Indicado  |
| BAFTA 1989         | Melhor montagem                   | Gabriella Cristiani                                            | Indicado  |
| BAFTA 1989         | Melhor figurino                   | James Acheson                                                  | Venceu    |
| BAFTA 1989         | Melhor design de produção         | Ferdinando Scarfiotti                                          | Indicado  |
| BAFTA 1989         | Melhor som                        | Ivan Sharrock, Bill Rowe, Les Wiggins                          | Indicado  |
| BAFTA 1989         | Melhores efeitos visuais          | Gino De Rossi, Fabrizio Martinelli                             | Indicado  |
| BAFTA 1989         | Melhor maquiagem e caracterização | Fabrizio Sforza                                                | Venceu    |